# Pierre Joliot
Pierre Joliot, nascut el 12 de març de 1932 al 6è districte de París, és un biòleg francès, investigador CNRS a l'Institut de Biologia Físic-Química. És membre de l'Acadèmia de les ciències. 2002, va publicar un llibre sobre la recerca dins de la família Curie, La Recherche Passionnément (en català: La recerca apassionada).

## Família
Joliot és d'una família de científics notats. Els seus avis són, Marie i Pierre Curie juntament amb Henri Becquerel va aconseguir el Nobel en Física en 1903 per al seu estudi de radioactivitat. Marie també va aconseguir el Nobel en Química en 1911. Els pares de Joliot, Irène Joliot-Curie i Frédéric Joliot-Curie, va aconseguir el Nobel en Química en 1935 per al seu descobriment de radioactivitat artificial. La seva germana, Hélène Langevin-Joliot, és una física nuclear. És casa amb la biòloga Anne (née Gricouroff) Joliot curie i ells tenen dos nens, Marc Joliot (1962) i Alain Joliot (1964).

## Premis i distincions[calcitació]
- Premi André Policard-Lacassagne (1968)
- Premi Charles F. Kettering del American Society of Plant Physiologists (1970)
- Membre estranger de l'Acadèmia Nacional de Ciències, Estats Units (1979)
- Premi de la Comissaria a l'Energia Atòmica (1980)
- Medalla d'or del CNRS (1982)
- Membre del Academia Europaea (1989)
- Membre de l'Acadèmia europea de les ciències, de les arts i de les cartes (1992)
- Comandant de l'Orde nacional del Mèrit (2001)
- Gran oficial de la Legió d'honor, decret del 13 de juliol de 2012